# Moravské Budějovice
Moravské Budějovice (in tedesco Mährisch Budwitz) è una città della Repubblica Ceca facente parte del distretto di Třebíč, nella regione di Vysočina.